# Om Namah Shivaya
Om namaḥ śivāya (en sanskrit ॐ नमः शिवाय) est l'un des mantras les plus populaires de l'hindouisme et particulièrement du shivaïsme. Il est dédié à Shiva et signifie « Salutations à Celui qui est de bon augure » ou « adoration au Seigneur Shiva », ou encore « la conscience universelle est une ». 

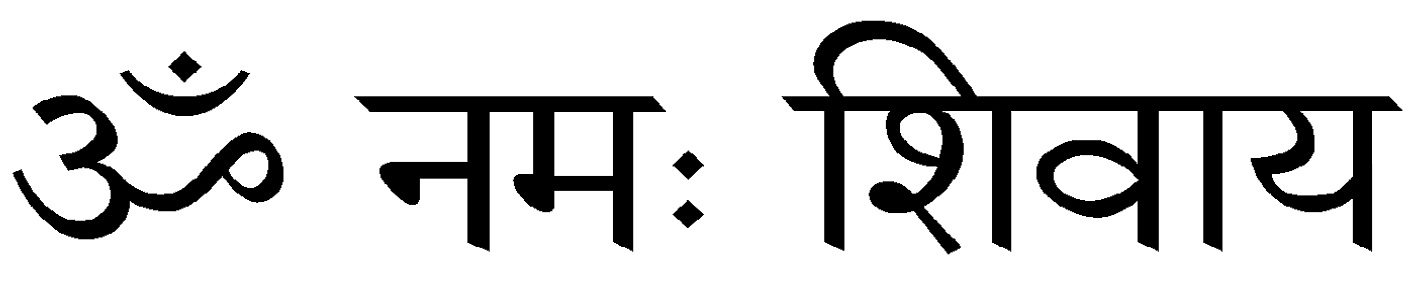
Le mantra Om namaḥ śivāya écrit en devanagari.

Il débute par la syllabe sacrée « Aum ». Il est aussi appelé « Panchakshara » (« Pancha » signifie cinq, et « akshara » signifie « syllabe », en excluant l'Aum). 
Ce mantra apparaît comme 'Na' 'Ma' 'Śi' 'Vā' et 'Ya' dans le Shri Rudram Chamakam qui fait partie du Krishna Yajur-Véda et aussi dans le Rudrashtadhyayi qui fait partie du Shukla Yajur-Véda.
L'hymne tamoul Tiruvacakam (en) du IXe siècle débute par ces cinq syllabes.